# ルイ・グレーラー
ルイ・グレーラー（Louis Graeler 1913年 - 1987年）は、アメリカ合衆国のヴァイオリニスト。ニューヨーク生まれ。

## 来歴・人物
クーリッジ弦楽四重奏団、クロール弦楽四重奏団などで活躍後、トスカニーニ率いるNBC交響楽団でオーケストラ活動を始め、シンフォニー・オブ・ジ・エアーのコンサートマスターを務めた。1960年に来日、日本フィルハーモニー交響楽団、新日本フィルハーモニー交響楽団、札幌交響楽団のコンサートマスターを務めた。